# 589
Évszázadok: 5. század – 6. század – 7. század
Évtizedek: 530-as évek – 540-es évek – 550-es évek – 560-as évek – 570-es évek – 580-as évek – 590-es évek – 600-as évek – 610-es évek – 620-as évek – 630-as évek
Évek: 584 – 585 – 586 – 587 –  588 – 589 – 590 – 591 – 592 – 593 – 594

## Események

### Bizánci Birodalom
- A bizánci-perzsa háborúban a perzsák árulás révén elfoglalják Martüropoliszt. Philippikosz fővezér hiába ostromolja a várost, ezért Maurikiosz császár az év végén Komentioloszra bízza a keleti seregek parancsnokságát.

### Európa
- Authari longobárd király feleségül veszi I. Garibald bajor herceg lányát, Theodelindát.
- Veronától délkeletre a mai Veronellánál az Adige folyó áttöri a gátjait és a katasztrofális áradás elönti Veneto délnyugati részét. Az Adige és néhány másik kisebb folyó megváltoztatja a folyását.
- I. Reccared vizigót király és Sevillai Leander püspök összehívja a harmadik toledói zsinatot, ahol nyugtázzák a királyság áttérést az ariánus vallásról a katolikusra; megtiltják hogy a zsidók olyan hivatalt viseljenek, ahol ítélhetnek keresztények fölött és keresztény feleségük legyen; valamint először használják a niceai hitvallásban a filioque betoldást, amely a későbbiekben a nyugati és keleti egyház szakadásához vezet.
- Guntram burgundiai frank király katonai segítséget küld az előző évben katolikus vallásra térő I. Reccared vizigót király ellen fellázadó septimaniai ariánus püspöknek, Athalocnak. Claudius lusitaniai herceg azonban megfutamítja a frankokat és leveri a felkelést.
- A poitiers-i Szent-kereszt kolostorban Basina (I. Chilperic király lánya) és unokatestvére vezetésével fellázadnak az apácák a zárda főnöknője ellen, annak túlzott szigora és állítólagos erkölcstelensége miatt. A lázadók egy közeli templomban keresnek menedéket és banditákat bérelnek fel, akik elrabolják nekik a főnöknőt. Az országos botrányt kavaró esetben a püspökök tanácsa ártatlannak nyilvánítja a főnökasszonyt és kiközösíti a lázadó vezetőit.

### Perzsia
- Bahrám Csóbín hadvezér folytatja a türkök elleni hadjáratát. Egy csatában állítólag maga nyilazza le Baga kagánt, a türkök királyát. Visszafoglalja Balhot, megszállja Szamarkandot, elfogja Baga fiát, Birmudát és zsákmányul ejti a türkök kincstárát és a kagán trónusát. A türkök vezetését Tulan kagán veszi át.
- A türkök legyőzése után IV. Hurmuz sah a bizánciak elleni háborúba küldi Bahrámot, aki előbb győz a Kaukázusban, majd kisebb vereséget szenved Örményországban. Hurmuz, aki tart túlságosan sikeres és népszerű hadvezérétől, ennek ürügyén megalázó módon leváltja őt pozíciójából. Bahrám erre fellázad, Horaszánba új kormányzót nevez ki és a főváros, Ktésziphón ellen indul.

### Kína
- Ven, a Szuj-dinasztia császára az előző évek folyamatos ellenségeskedését követően hatalmas hadjáratot indít a Csen-dinasztia ellen, amely gyors sikereket ér el. Elfoglalják az ellenséges fővárost, Csinkiangot (ma Nanking) és elfogják Csen Su-paót, Csen császárát. Ven annektálja a rivális államot, közel háromszáz év után újraegyesítve Kínát és véget vetve az Északi és déli dinasztiák korszakának.
- Jen Csi-tuj költő és kalligráfus először tesz említést arról, hogy a papírt vécépapírként is használják.

## Születések
- Umm Habiba, Mohamed próféta kilencedik felesége

## Halálozások
- Szent Dávid, Wales védőszentje
- Baga, türk kagán

## Fordítás
- Ez a szócikk részben vagy egészben  a(z)   589 című angol Wikipédia-szócikk ezen változatának fordításán alapul.  Az eredeti cikk szerkesztőit annak laptörténete sorolja fel. Ez a jelzés csupán a megfogalmazás eredetét és a szerzői jogokat jelzi, nem szolgál a cikkben szereplő információk forrásmegjelöléseként.